# イブリツモマブ チウキセタン
イブリツモマブ チウキセタン（Ibritumomab tiuxetan、開発コードIDEC-Y2B8）は、モノクローナル抗体を使った放射免疫治療薬で、ゼヴァリン®イットリウム (90Y) 静注用セット (Zevalin) の製品名で販売されている。リンパ系に作用し、再発性・抵抗性で悪性が低いかあるいは転移によって生じたB細胞非ホジキンリンパ腫 (B cell non-Hodgkin's lymphoma) や骨髄増殖性疾患 (myeloproliferative disorder) の治療に用いられる。この薬剤はハツカネズミ（マウス）のモノクローナルIgG1抗体イブリツモマブにキレート剤のチウキセタンを組み合わせたもので、後者には放射性同位体（イットリウム90またはインジウム111）が付加されている。チウキセタンはDTPAに修飾を加えたもので、その炭素主鎖にはイソチオシアナトベンジル基 (isothiocyanatobenzyl group) とメチル基を含んでいる。

## 効能・効果
- CD20陽性の再発又は難治性の下記疾患

低悪性度B細胞性非ホジキンリンパ腫，マントル細胞リンパ腫

## 作用機序
B細胞（通常のもの、および悪性のもの、ただしB細胞前駆体は除く）の表面に見られるCD20抗原に特異的に結合する抗CD20抗体に付加された、放射性同位元素から放射される放射線（大半はβ線）によって、結合した細胞およびその周辺の細胞を死滅させる。さらに、抗体自体が抗体依存性細胞障害活性（antibody-dependent cell-mediated cytotoxicity、ADCC）、補体依存性細胞障害活性（complement-dependent cytotoxicity、CDC）およびアポトーシス（apoptosis）を通して細胞死を誘発させることもある。これらの作用が協同して身体からB細胞を消滅させ、リンパ系幹細胞（lymphoid stem cell）から新しい健全なB細胞を作れるようにする。

## 投与
イブリツモマブの投与は、患者の骨髄への悪性細胞の侵襲が25%未満かつ、骨髄細胞充実性が15%以上である場合に限られる。イブリツモマブは血球減少(cytopenia)を引き起こすことが知られているため、投与の前に血小板数と好中球数の計測が行われる。難治性の患者、あるいは再発した患者の血小板数は100,000/mm3以上、 強化措置を施した患者の血小板数は150,000/mm3以上である必要がある。また、マウスの抗体が用いられるため、患者に対してヒト抗マウス抗体（Human Anti Mouse Antibody、HAMA）のテストも事前に行われる。大きな病気がある患者に対しても適用できる。
イブリツモマブ チウキセタンは、インジウム(111In)からのガンマ線遮蔽にはタングステンや鉛ガラス、鉛などの遮蔽器具・容器を、イットリウム(90Y)からのベータ線遮蔽には、アクリルなどの遮蔽器具・容器を使用し、サーベイメーターで汚染がないことを確認する。
通常、以下のスケジュールで投与される。
- 1日目：リツキシマブを点滴静注し、点滴終了後4時間以内に、インジウム(111In)イブリツモマブ チウキセタン注射液を点滴静脈注射で10分間かけて1回投与する。
- 3〜4日目：インジウム(111In)イブリツモマブ チウキセタン注射液投与の48〜72時間後にガンマカメラによる撮像を行い、イットリウム(90Y)イブリツモマブチウキセタン注射液投与の適格性を確認する。評価が不確定な場合は、1日以上の間隔をあけて追加撮像を実施し、再度適格性の検討を実施する。
- 7〜9日目：リツキシマブを点滴静注し、点滴終了後4時間以内にイットリウム(90Y)イブリツモマブ チウキセタン（遺伝子組換え）注射液を静脈内に10分間かけて1回投与する。

治療後3日間は、放射線防護上の注意（長時間の接触を避ける、衣類は別に洗う、使用後のトイレの洗浄は2回行う、等）が必要となる。

## 効果
イブリツモマブを用いた治療は治験において、リツキシマブ（イブリツモマブに似ているが放射性物質は付加されていない）のみを用いた治療よりも高い反応率を示し、もはやリツキシマブでは効果がない患者に対しても有望な結果が得られている。
再発性または難治性であるが悪性が低い、濾胞性である、あるいは癌化したB細胞非ホジキンリンパ腫の患者において、前もって抗CD20療法が行えない場合、イブリツモマブとリツキシマブの奏効率（ORR=overall response rate、治療の実施後にがんが縮小したり消滅したりする患者の割合）はそれぞれ83%と55%、著効（CR=complete response、治療の実施後に完全寛解した患者の割合）はそれぞれ38%と18%である。
「[90Y]-イブリツモマブ チウキセタンを緩慢性リンパ腫への第一選択薬として用いる臨床試験(First-line Indolent Trial; FIT)」の研究をさらに追跡調査したデータが、2007年の第49回米国血液学会（American Society of Hematology、ASH）の年次総会で示された。その内容によると、イブリツモマブによる強化療法（consolidation therapy、地固め療法）を行った濾胞性B細胞非ホジキンリンパ腫患者は、第一選択治療として化学療法のみを行った患者に比べ無進行生存（PFS=progression-free survival、悪化することなく生存する期間、無増悪生存期間）の継続的な改善が見られた。
さらに、再発患者に対して、イブリツモマブによる強化療法と幹細胞移植など効果的な第2選択療法とを併用しても悪影響は与えない。
再発性または難治性のマントル細胞リンパ腫(mantle cell lymphoma)を患う患者のフェーズIIにおける調査で、奏効率は42%、著効は26%であった。
粘膜内リンパ組織リンパ腫(MALT lymphoma)の患者、および主に結膜または眼窩に関わる低悪性度濾胞性リンパ腫の患者に対する一次治療として、イブリツモマブ単独の薬剤投与に続いてリツキシマブの投与を行ったところ、完全寛解率は83%という結果が得られた。

## 歴史
イブリツモマブ チウキセタンは、現在バイオジェン社の一部となっているIDEC製薬によって開発された最初の放射免疫治療薬で、2002年にがん治療薬としてアメリカ食品医薬品局(FDA)によって認可された。認可された治療の対象は、再発性あるいは難治性で、低悪性度であるかまたは濾胞性のB細胞非ホジキンリンパ腫（NHL）の患者である。対象患者にはリツキシマブによる治療がうまくいかない濾胞性B細胞非ホジキンリンパ腫の患者も含まれる。
2007年12月、セルセラピューティクス社（en:Cell Therapeutics Inc）は米国においてこの放射免疫療法抗体を販売、市販、配布を行う権利を、バイオジェン社から約3000万米ドルで取得した。この額は、米国におけるこの薬剤の純売上高約2年分に相当する。米国国外では、バイエル·シエーリング·ファーマ社（en:Bayer Schering Pharma）がこの薬剤に対する権利を保持し続けている。
2009年3月、スペクトラム医薬品(Spectrum Pharmaceuticals)社は米国においてゼヴァリンを商品化するため、RITオンコロジー,LLC(RIT Oncology, LLC)社の支配権を100%取得した。現在、スペクトラム医薬品社は米国におけるゼヴァリンに関する全ての活動を担当している。
2009年9月、イブリツモマブを未治療の濾胞性非ホジキンリンパ腫（NHL）患者の内、一次化学療法に対して部分的あるいは完全な応答が達成された患者を治療するのに用いる旨、米国食品医薬品局（FDA）から追加承認された。

## 費用
イブリツモマブはまだ特許の保護下にあるため、後発品はない。一回で投与される薬としては現在最も高価な薬となっており、平均的な投与では24,000米ドル（17,000ユーロ）以上かかる。しかしイブリツモマブは7日から9日かかるリンパ腫治療の全過程に欠かせない。まずリツキサンが事前投与され、それから1週間後に実際のゼヴァリン治療の薬剤投与が行われる。他のモノクローナル抗体治療（その多くは治療にかかる費用が40,000米ドルを大きく越える）に比べると、この薬に設定されている価格はこのような治療の中では中間帯の価格である。
日本での1セットあたりの薬価は「ゼヴァリンイットリウム(90Y)静注用セット」が2,605,862円、「同インジウム(111In)」が1,838,562円（いずれも2014年4月1日現在）で、総医療費は1か月約500万円となっているが、高額療養費の自己負担限度額については様々な算出方法がある 。